# بوخفارت
بوخفارت (به آلمانی: Buchfart) یک شهر در آلمان است که در وایمارر لاند واقع شده‌است. بوخفارت ۱۷۶ نفر جمعیت دارد.